# Азиатски лъв
Азиатският лъв (Panthera leo persica), известен още като „персийски лъв“ и „индийски лъв“, е хищник от семейство Коткови, подвид на лъва, който в наши дни се среща единствено в „Национален парк Сасан Гир“ в щат Гуджарат, Индия. Според местните власти, към 2005 г. популацията на азиатския лъв е 359 екземпляра. През юни 2020 г. e направено проучване за оценка на популацията, при която се наброяват 674 азиатски лъва в горския регион Гир, което е увеличение с 29% спрямо преброяването през 2015 г.
Азиатските лъвове се отличават с по-рехава грива и по-малки размери от африканските си роднини. Теглото на мъжките е 160 – 226 kg до 250 kg, а на женските е 110 – 120 до 180 kg. На дължина мъжките достигат до 170 – 250 cm (рекордът е 292 cm), а женските 140 – 175 cm. Височината до рамото при мъжките е 100 – 123 cm, а при женските 80 – 107 cm. Живее в район със сухи храсталаци и открити широколистни горски местообитания. Лъвиците живеят средно около 17 – 18 години, докато лъвовете живеят около 16 години. В плен могат да живеят до 30 години. Те са месоядни животни и се хранят с почти всяко животно от гризачи до големи копитни животни, като елени, диви свине, биволи и диви кози са основната част от храната им.